# Rambo Amadeus
Antonije Pušić (černohorsky Антоније Пушић), uměleckým jménem Rambo Amadeus (černohorsky Рамбо Амадеус) (* 14. června 1963 Kotor) je černohorský zpěvák a hudebník. Jeho texty mají často satirický a politický význam, rád fúzuje a paroduje různé hudební styly, vyžívá se v provokacích, mystifikacích a mediálních manipulacích.
Od dětství, v letech 1972 až 1984, se věnoval sportovnímu jachtingu, reprezentoval Jugoslávii na mnoha soutěžích. Roku 1985 se přestěhoval do Bělehradu, kde vystudoval cestovní ruch na Bělehradské univerzitě. Během studií se začal věnovat hudbě. Roku 1988 vydal své první album O tugo jesenja. Reprezentoval Černou Horu na Eurovision Song Contest 2012. V roce 2018 se pokoušel na stejné soutěži reprezentovat Srbsko.
Uplatňuje se i jako hlasový herec a dabér, zejména v kreslených filmech (Lví král, Doba ledová, Madagaskar, Angry Birds ad.).
Byl jmenován vyslancem dobré vůle UNESCO, ale organizace UNESCO ho této pozice zbavila, když byl obviněn ze sexuálního obtěžování. Z obtěžování obvinila zpěváka televizní producentka Lejla Kasicová.

## Diskografie

### Studiová alba
- 1988: O tugo jesenja
- 1989: Hoćemo gusle
- 1991: Psihološko propagandni komplet M-91
- 1995: Muzika za decu
- 1996: Mikroorganizmi
- 1997: Titanik
- 1998: Metropolis B (tour-de-force)
- 2000: Don't happy, be worry
- 2005: Oprem Dobro
- 2008: Hipishizik Metafizik
- 2015: Vrh Dna
- 2020: Brod budala